# Imperio armenio
Se denomina Imperio armenio (95 a. C.-12 d. C.) al periodo  del Reino de Armenia entre Tigranes II "el Grande" y Erato de Armenia en donde el reino abarcó desde el mar Caspio hasta el mar Mediterráneo, dominando el Cáucaso, gran parte de la actual Turquía oriental y Siria. Hacia el año 12 d. C. el Imperio romano impuso su total dominio sobre la región, después de años de enfrentamientos.

## Historia
La fecha en la que pasó de ser denominado reino, a ser denominado imperio, puede considerarse a partir de la llegada de Tigranes II "el Grande" (95 a. C.-55 a. C.) de la dinastía Artáxida, que se autoproclamó rey de reyes tras vencer al Imperio parto y a los sirios, y ampliar los dominios del imperio hasta su máxima expansión. Con el objetivo de tener una capital en una posición más central en sus nuevos y extensos dominios que facilitara una administración más rápida, Tigranes fundó Tigranocerta, cuyo nombre deriva del propio nombre del emperador.
Aunque Tigranes logró conquistar y doblegar a la mayoría de los reinos circundantes, el expansionismo romano representaba el mayor peligro para Armenia. En 69 a. C., el general romano Lúculo derrotó en Tigranocerta al emperador Tigranes. Tras esto se sucedieron las derrotas en Artaxata y Nisibis. Aprovechando la crisis por la que atravesaba el Imperio armenio, el Imperio parto atacó las fronteras recuperando así el terreno perdido en anteriores derrotas.
Armenia se convirtió en un  reino cliente de Roma en el año 66 a. C. tras la conquista del Reino del Ponto aliado de Armenia, por Pompeyo en la Batalla del Lico.
Cuando Julio César y Pompeyo declararon la guerra civil en Roma, el emperador parto Orodes II decidió olvidar las rencillas con Armenia y se alió con Artavasdes II, hijo de Tigranes. Juntos derrotaron a Craso y conquistaron las provincias romanas de Siria y Palestina en 40 a. C.
En el año 38 a. C. Marco Antonio recuperó estas provincias y derrocó al rey de Palestina impuesto por los armenios, Antígono, para colocar en el poder a Herodes.